# Okręg wyborczy Gloucestershire
Okręg wyborczy Gloucestershire powstał w 1290 r. i wysyłał do angielskiej, a następnie brytyjskiej, Izby Gmin dwóch deputowanych. W latach 1653–1654 okręg wysyłał trzech deputowanych, a w latach 1654–1659 pięciu. Okręg obejmował hrabstwo Gloucestershire bez miasta Bristol. Został zlikwidowany w 1832 r.

## Deputowani do brytyjskiej Izby Gmin z okręgu Gloucestershire
- 1640–1653: Nathaniel Stephens
- 1640–1644: John Dutton
- 1644–1653: John Seymour
- 1653–1654: John Crofts
- 1653–1654: William Neast
- 1653–1654: Robert Holmes
- 1654–1659: George Berkeley
- 1654–1656: Matthew Hale
- 1654–1656: John How
- 1654–1656: Christopher Guise
- 1654–1656: Sylvanus Wood
- 1656–1659: John Howe
- 1656–1659: John Crofts
- 1656–1659: Baynham Throckmorton
- 1656–1659: William Neast
- 1659–1659: John Grobham Howe I
- 1659–1659: John Stephens
- 1660–1661: Edward Stephens
- 1660–1661: Matthew Hale
- 1661–1679: John Grobham Howe I
- 1661–1664: Baynham Throckmorton
- 1664–1679: Baynham Throckmorton
- 1679–1685: John Guise, wigowie
- 1679–1685: Ralph Dutton, wigowie
- 1685–1689: Charles Somerset, markiz Worcester, torysi
- 1685–1689: Robert Atkyns
- 1689–1695: John Guise
- 1689–1698: Ralph Dutton, wigowie
- 1695–1698: Thomas Stephens I, wigowie
- 1698–1701: John Grobham Howe II, torysi
- 1698–1702: Richard Cocks, wigowie
- 1701–1708: Maynard Colchester, wigowie
- 1702–1705: John Grobham Howe II, torysi
- 1705–1710: John Guise, wigowie
- 1708–1713: Matthew Moreton, wigowie
- 1710–1715: John Symes Berkeley, torysi
- 1713–1720: Thomas Stephens II, wigowie
- 1715–1720: Matthew Moreton, wigowie
- 1720–1734: Henry Berkeley
- 1720–1722: Edmund Bray
- 1722–1727: Kinard de la Bere
- 1727–1734: John Dutton
- 1734–1763: Thomas Chester
- 1734–1741: Benjamin Bathurst
- 1741–1763: Norborne Berkeley
- 1763–1770: Thomas Tracy
- 1763–1776: Edward Southwell
- 1770–1783: William Guise
- 1776–1781: William Bromley-Chester, torysi
- 1781–1784: John Dutton
- 1783–1810: George Berkeley, wigowie
- 1784–1796: Thomas Master, torysi
- 1796–1803: Henry Somerset, markiz Worcester, torysi
- 1803–1831: lord Edward Somerset, torysi
- 1810–1811: Thomas Berkeley, wicehrabia Dursley
- 1811–1832: Berkeley Guise, wigowie
- 1831–1832: Henry Reynolds-Moreton, wigowie